# Axel Leijonhufvud (nationalekonom)
Axel Leijonhufvud, född 6 september 1933 i Stockholm, död 2 maj 2022, var en svensk nationalekonom och professor emeritus vid University of California, Los Angeles (UCLA).
Leijonhufvud tog kandidatexamen vid Lunds universitet, magisterexamen vid University of Pittsburgh och doktorsexamen vid Northwestern University (1967). Därefter var han mestadels verksam vid UCLA. 1995 blev han även utsedd till professor i monetär teori och policy vid Universitetet i Trento. Han var även hedersdoktor i Lund.
1968 publicerade Leijonhufvud en uppmärksammad bok med titeln On Keynesian Economics and the Economics of Keynes, i vilken han bland annat kritiserar John Hicks modifieringar av John Maynard Keynes teorier och framhåller ett "cybernetiskt" förhållningssätt till makroekonomi som inte behöver ett jämviktsbegrepp à la Walras.
1973 skrev han en essä, Life Among the Econ, som på ett humoristiskt sätt beskriver det akademiska ekonomskrået på ett antropologiskt sätt. Enligt denna text lider nationalekonomin av bristande samarbete och kommunikation mellan olika perspektiv, vilket också skapar förakt och bitterhet mellan företrädare för olika skolor. Han beskriver också initiationsriter i form av tillräckligt komplicerad forskning som måste produceras för att man ska få erkännande bland sina kolleger.